# Telematica

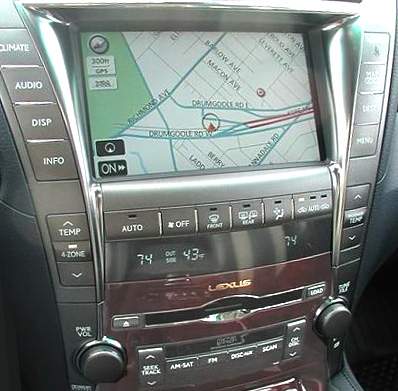
Il sistema di navigazione di V generazione che equipaggia le vetture Lexus.

La telematica (termine raramente sostituito da tele-informatica) è una disciplina scientifico-tecnologica che nasce dalla necessità di unificare tra loro metodologie e tecniche dell'informatica e delle telecomunicazioni per integrare i sistemi di elaborazione e trasmissione a distanza delle informazioni.

## Storia
Il termine fu coniato in Francia (télématique) nel 1976 in un documento commissionato dalla presidenza della Repubblica, ed elaborato da Simon Nora e Alain Minc, dal titolo «L'informatizzazione della società» (L'informatisation de la Société). Il Nora-Minc faceva risalire il termine telematica alle proprie origini statunitensi poiché l'idea è mutuata dalla parola compunication, unione poco fortunata dei termini computer e communications.
Non è casuale la differenza tra i due termini: rispondono a due contesti differenti. Da una parte la Francia degli anni settanta, che stava conoscendo una trasformazione sociale radicale frutto dello sviluppo delle telecomunicazioni, dall'altra parte gli Stati Uniti che iniziavano a sperimentare la rivoluzione informatica; in Francia quindi si pose l'accento sulle telecomunicazioni mentre negli USA l'accento venne posto sul computer.
Questa differenza originaria tra i termini americano ed europeo si è persa ma rimane tuttora utile per comprendere appieno il significato duplice che può essere associato alla convergenza voce-dati.

### La convergenza
L'unificazione di informatica e telecomunicazioni può essere realizzata seguendo due strade distinte, ma complementari:
1. Le telecomunicazioni al servizio dell'informatica: in questo primo percorso i mezzi di trasmissione, le reti ed i servizi di comunicazione permettono e facilitano il dialogo e la condivisione delle risorse tra i computer connessi (si migliora lo scambio di file tra computer);
2. L'informatica al servizio delle telecomunicazioni: in questo secondo percorso la tecnologia informatica è indirizzata al miglioramento dei metodi di scambio delle informazioni intervenendo nel potenziamento dei servizi offerti dalle reti di comunicazione attraverso l'uso di software ed hardware adeguati (si migliora la comunicazione a distanza).

La stretta interrelazione tra questi due approcci permette il continuo miglioramento dei sistemi telematici a beneficio di entrambi i lati: l'informatica e le telecomunicazioni.

## Studio accademico
Lo studio della telematica è molto sviluppato in Italia e all'estero e rappresenta una specializzazione universitaria a cui si accede attraverso i corsi di ingegneria, telecomunicazioni oppure informatica. Gli argomenti trattati spaziano dalle metodologie di progettazione alla direzione dei progetti di telecomunicazione, dalla realizzazione delle rappresentazioni documentali fino all'ingegneria del software .
Lo scopo principale della formazione in telematica è l'acquisizione delle capacità di ricerca ed analisi delle informazioni, sviluppo di soluzioni ed apprendimento delle adeguate tecniche di progettazione, supervisione e verifica delle architetture telematiche.

### Ricerca
La materia è vasta ed in costante espansione, grazie anche allo sviluppo di soluzioni telematiche per processare qualsiasi tipo di informazioni (dati, voce, video, ecc...) e fornire servizi di tele-educazione, commercio elettronico (e-commerce) e teleamministrazione, i servizi basati sul web e la TV digitale. Non mancano ricerche continue sull'analisi delle prestazioni, modellamento e simulazione di reti virtuali, ottimizzazione, pianificazione della capacità, ingegneria del traffico e bilanciamento, anche finalizzate allo sviluppo di nuove tecnologie di commutazione.
La ricerca tocca inoltre temi amministrativi come l'analisi del rapporto tra prezzo e prestazioni, i modelli e le simulazioni per la valutazione del ROI e del TCO. Un ulteriore ed importante ambito di ricerca è costituito dalla necessità di sviluppare nuove tecniche di convergenza che mettano a disposizione prodotti più performanti e che meglio possano rispondere ai bisogni degli utenti finali, riducendo le operazioni di gestione e mantenimento richieste.
Poiché la Telematica copre un campo scientifico e tecnologico molto ampio, gli sforzi della ricerca seguono spesso diversi piani funzionali:
- Il livello utente, in cui si distribuiscono e processano le informazioni dei servizi e delle applicazioni finali;
- Il livello di controllo, in cui si analizzano le informazioni di controllo del sistema e l'interazione con gli utenti;
- Il livello di gestione; in cui si interviene per ottimizzare il sistema e migliorarne i servizi, anche intervenendo in collaborazione con gli operatori di rete.

## Professioni
Le aree di lavoro collegate alla telematica sono varie ed includono:
- L'integrazione e l'implementazione delle tecnologie esistenti
- L'innovazione e lo sviluppo di nuove tecnologie, prodotti e servizi
- L'ecosistema delle architetture telematiche
- L'ingegneria del software
- Il ruolo di CIO
- Le architetture orientate ai servizi
- Le società di servizi per l'informatica e le telecomunicazioni

## Scopi militari
La telematica militare si occupa dei collegamenti e delle comunicazioni militari sia tattici che strategici e delle contromisure elettroniche, sia nel territorio nazionale che nei teatri operativi all'estero.
In Italia, nell'Esercito italiano la Telematica è una specialità dell'Arma delle Trasmissioni.